# Planchonella longipetiolata
Planchonella longipetiolata là một loài thực vật có hoa trong họ Hồng xiêm. Loài này được (King & Prain) H.J.Lam miêu tả khoa học đầu tiên năm 1925.